# Laznica (Braničevo)

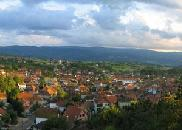
Panorama des Ortes Laznica

Laznica (kyrillisch Лазница) ist ein Ort in der Opština Žagubica im Nordosten von Serbien. Er gehört zum Bezirk Braničevo.

## Geographie
Der Ort Laznica liegt am Fluss Kamenička reka in einem Talkessel (Polje) östlich der Morava in Serbien. Er befindet sich am östlichen Rand der Polje, die von den Homolje-Bergen umgrenzt wird.
Die Kamenička mündet in die Mlava. Dieser Fluss entwässert die Polje durch einen Taleinschnitt im Nordwesten.
Laznica gehört zu den größten Orten des Okrug Braničevo, er hatte 2002 ca. 2.050 Einwohner. Der Ort liegt nördlich von Žagubica und südwestlich der Gemeinde Opština Majdanpek des Okruges Bor der Region Timočka Krajina.

## Namen

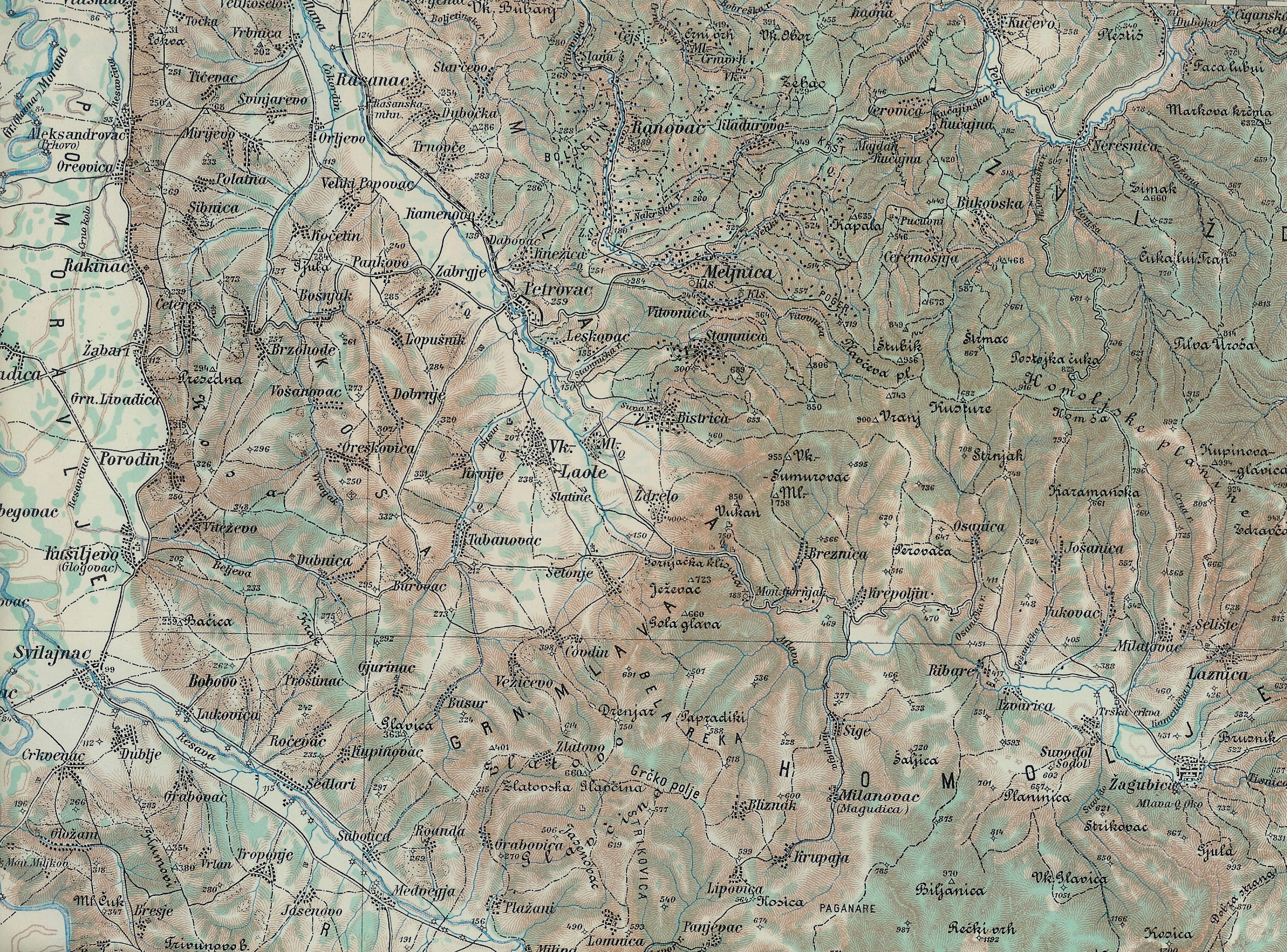
Das Gebiet westlich von Laznica (rechts außen) bis ins Tal der Morava ca. 1912.

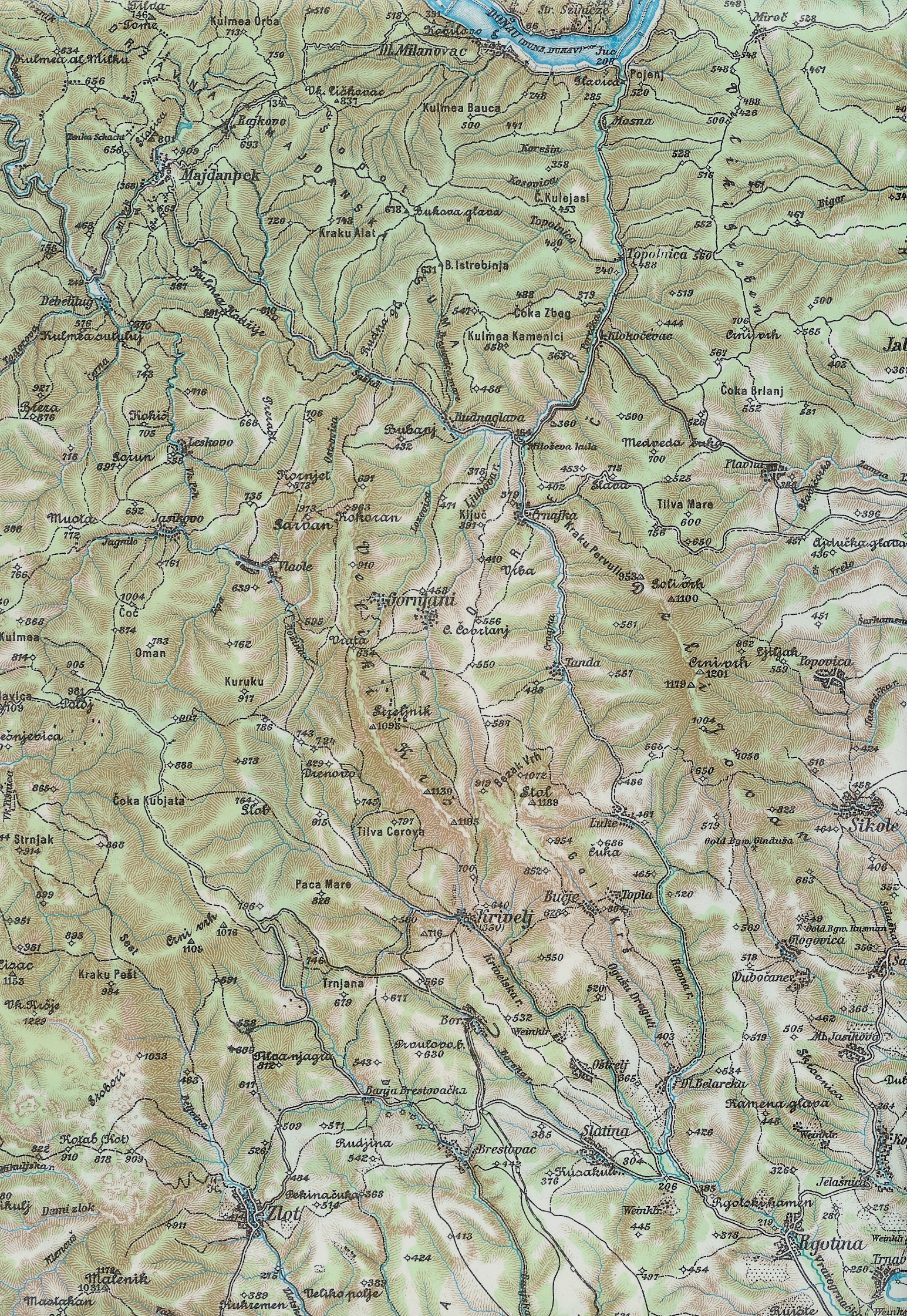
Das Gebiet östlich von Laznica bei Majdanpek im Distrikt Bor ca. 1917.

Der Name Laznica und seine Schreibvarianten Loznica, Laßnitz usw. kommen im Südosten Europas mehrfach vor. Er stammt aus der slawischen Sprache und bedeutet einen Bach, der aus einem Wald oder einem Rodungsgebiet (Wiese, Au usw.) kommt, oder das Gebiet, das an einem solchen Bach liegt. Der Name wird z. B. übersetzt mit „Waldbach“, „Gereutbach“, „Rodebach“, „Wiesenbach“ oder Aubach. Diese Ableitungen werden auf alte Namensformen zurückgeführt. Mögliche Hinweise auf den Lauf des Baches in einem Rodungsgebiet bieten auch die Ableitungen von „Rodung, Gereut, lichte Stelle im Wald“ oder von „bei der feuchten Wiesen“.
Der Name Kamenička ist in slawischen oder ehemals slawischen Siedlungsgebieten ebenfalls verbreitet. Er und seine Varianten (Kamnitz, Kamenice, Chemnitz, Kamenz, Kamenica, Gams etc.) geht auf die slawische Bezeichnung für einen steinigen oder aus steinigem Gebiet kommenden Bach (Steinbach usw.) zurück (sorbisch Kamjenica „Steinbach“ von kamjeń – der Stein, ebenso slowenisch: kamen'nica).